# Relativní datování
Relativní datování je jednou ze dvou variant datování archeologických nálezů. Zahrnuje nejstarší metody, užívané v archeologii od 19. století. Zatímco absolutní metody datování umožňují určit přesné časové období, z nějž archeologický pramen pochází (tisíciletí, století, rok), relativní metody dokáží pouze rozlišit, co je starší a co mladší. 
Přestože v současné vědě jsou hojně užívané metody absolutní, relativní datování stále neztrácí na významu a využívá i moderních matematických přístupů. 
Existují dvě základní metody relativního datování – typologie a stratigrafie.

## Typologie

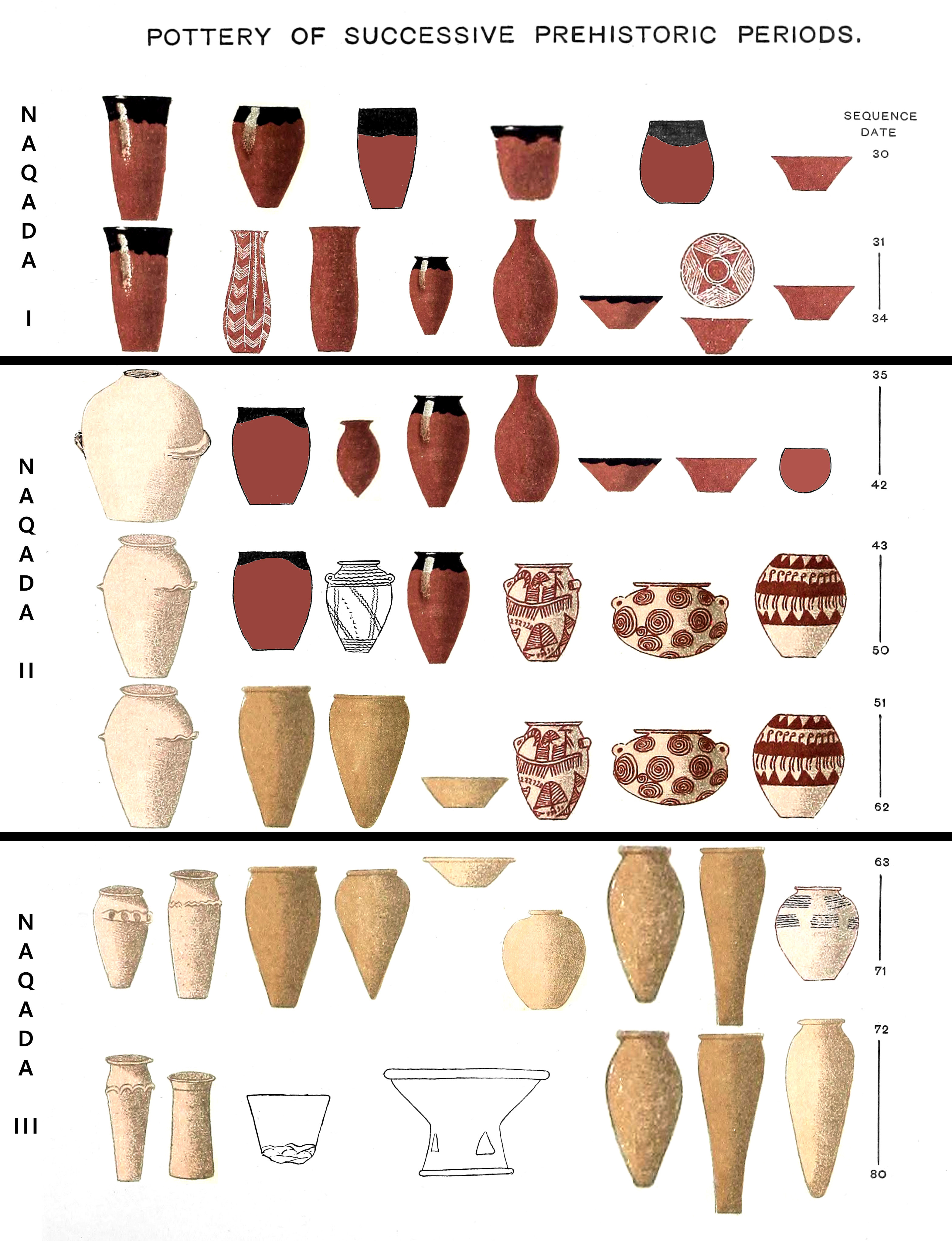
Vývoj egyptské keramiky (William Flinders Petrie)

Typologie určuje stáří artefaktu podle charakteru nalezeného předmětu. Vychází z předpokladu, že artefakty se – podobně jako živé organismy – postupně mění a vyvíjejí. Například tvar nástroje se přizpůsobuje novým potřebám, mění se kvalita jeho zpracování i použitý materiál. Velký význam pro typologii mají artefakty, u nichž změny probíhají rychle – například výzdoba keramiky nebo šperky, které podléhají módě. 
Porovnáváním většího množství artefaktů stejného druhu lze vytvářet typologické řady. Artefakty, které jsou si nejvíce podobné by měly být časově nejbližší. Naopak čím větší odlišnosti lze pozorovat, tím vzdálenější by měla být doba jejich vzniku. Ačkoliv v počátcích typologie se uplatňovala myšlenka, že novější artefakty jsou lepší a kvalitnější, nemá tento předpoklad obecnou platnost.
První pozorování, týkající se změn artefaktů v čase, jsou zaznamenávána již v 16. – 18. století. Širší využití typologie se ovšem objevuje až na přelomu 19. a 20. století, kdy se jí věnují například Oscar Montelius,  Augustus Pitt-Rivers, William Flinders Petrie nebo William Albright. Typologie se pak stala jedním z pilířů archeologické práce, neboť neexistovaly jiné možnosti datování. Generace archeologů postupně zjemňovaly hrubě načrtnuté vývojové řady artefaktů, až bylo možné vyčlenit i velmi krátké časové úseky. 
Od 60. let 20. století využívá typologie různých matematicko-statistických metod. Díky nim je možné kromě hodnocení tvarových změn artefaktů sledovat také četnost jejich výskytu a poměr zastoupení jednotlivých druhů (např. dva typy spon mohou být používány současně a existují vedle sebe, jeden typ však dominoval dříve, zatímco později převládl typ druhý).

## Stratigrafie

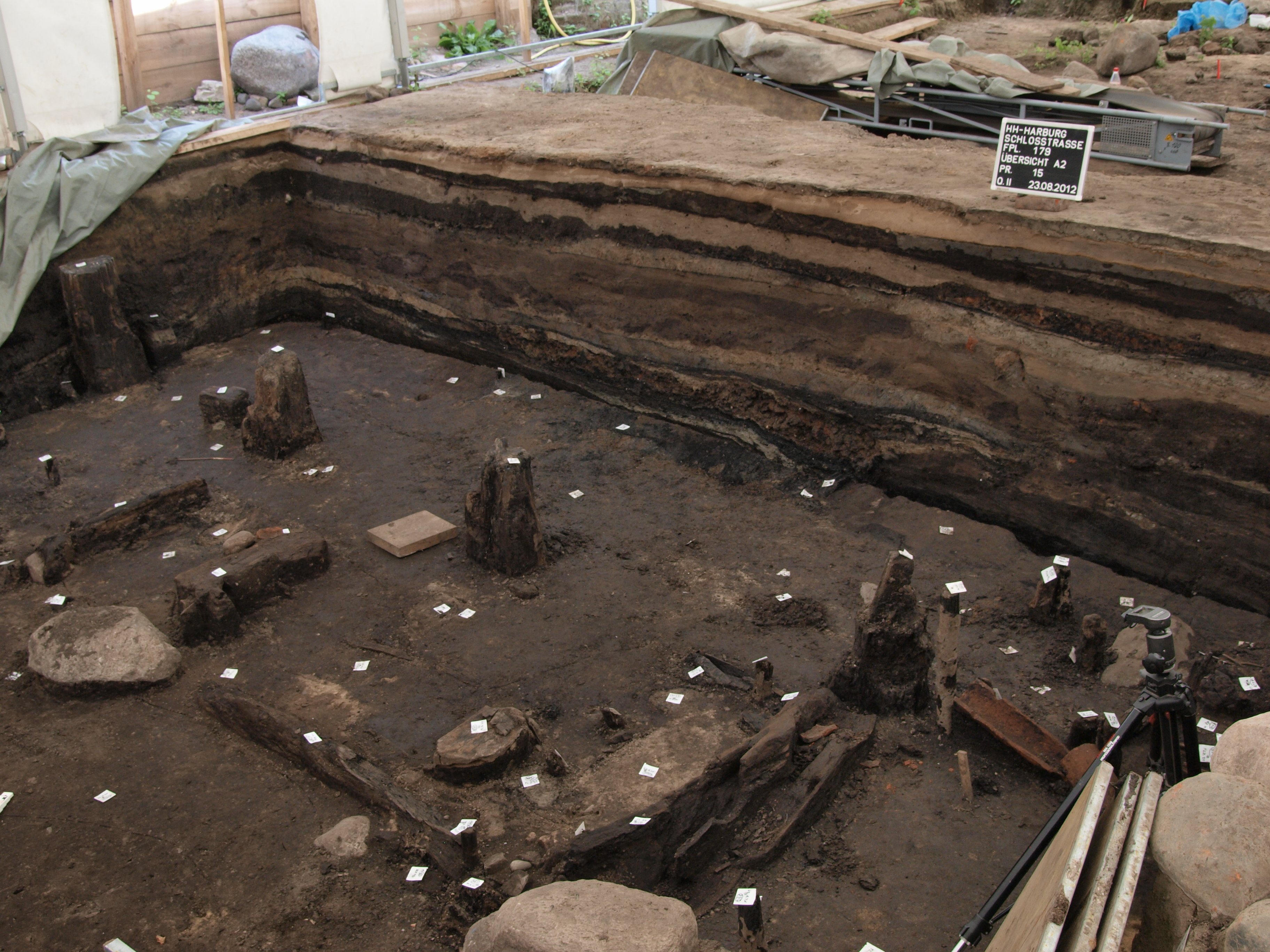
Nálezy z dříve uložených vrstev jsou starší než nálezy z mladších uloženin

Stratigrafie je studiem stratifikace, tedy postupného ukládání uloženin (vrstev) přírodního nebo antropogenního původu. Její užití v archeologii vychází z principů geologické stratigrafie. Hlavní zásady archeologické stratigrafie formuloval Angličan E. C. Harris v 70. letech 20. století.
Stratigrafie studuje vztahy mezi jednotlivými vrstvami a pomáhá určovat relativní stáří nálezů podle vrstvy (uloženiny), ve které byly nalezeny. Vychází ze základního geologického principu, že níže umístěné vrstvy logicky musely vzniknout dříve než ty svrchní, které jsou tudíž mladší. Z toho je možné odvodit, že i artefakty ze starších vrstev musí být starší než nálezy z mladších uloženin. Současně lze předpokládat, že veškeré archeologické nálezy z jedné vrstvy (uloženiny) jsou přibližně shodného stáří a byly v lidské kultuře používány současně. Podobně jako v případě typologie pak lze vytvářet řady artefaktů tak, jak po sobě následují v jednotlivých vrstvách.
Relativní datování pomocí stratigrafie však mohou komplikovat intruze, tedy nálezy, které svým stářím nebo účelem neodpovídají kontextu, ve kterém byly zachyceny. Například se mohlo stát, že při výkopu pro uložení pohřbu v mladší době železné (laténu) byla nevědomky narušena zaniklá zásobnicová jáma doby bronzové. Pokud byla vykopaná hlína opět použita k zasypání hrobu, může archeolog nalézt ve výplni hrobu doby železné keramiku z doby bronzové.
Ve výjimečných případech lze některé uloženiny (vrstvy) datovat pomocí absolutních datovacích metod, například radiokarbonovým datováním uhlíků ze spáleniště nebo dendrochronologickým datováním dřevěného potrubí. Ostatní uloženiny pak je možné rozdělit na uloženiny vzniklé před a po této absolutně datované události (požár, uložení potrubí, apod.). Používá se přitom latinských termínů "ante quem" (před kterým) a "post quem" (po kterém). 